# زيفرت
سيفَرْت أو زيفرت[بحاجة لمصدر] (بالإنجليزية: Sievert)‏ ورمزها (Sv) هي وحدة لقياس جرعة الإشعاع المكافئة. وهي تختلف عن الجراي في كون الجراي يعطي كمية الإشعاع الممتصة في جسم ما قد يكون مادة حية أو جمادا. أما الزيفرت فهو يعطي تأثير الأشعة على الكائنات الحية أو المادة الحية، وهذه التأثيرات علي حيوية الجسم لا تعتمد فقط على مقدار الإشعاع الممتصة في الجسم بل تعتمد أيضا على نوعية الإشعاع، مثل أشعة غاما والأشعة السينية وأشعة ألفا وأشعة البروتونات والنيوترونات.
وحدة الزيفرت مسماة على اسم العالم السويدي رولف زيفرت الذي كان عالما في الفيزياء وطبيبا في نفس الوقت. ولد زيفرت عام 1896 وتوفي عام 1966. وحتى عام 1985 كانت تستخدم وحدة (ريم Röntgen equivalent man ; Rem) لقياس الجرعة المكافئة للإنسان، واستبدلت وحدة الريم بوحدة الزيفرت الأكبر منها بمقدار 100 مرة على المستوي العالمي منذ 31 ديسمبر 1985 . فالزيفرت وحدة كبيرة جدا اختيرت لتكريم العالم الكبير رولف زيفرت. والعلاقة بين الزيفرت والريم هي:
1 rem 100 = Sv
ونظرا لكون وحدة الزيفرت كبيرة جدا (100 ريم) ، فجرعتها تقاس عادة بالمللي زيفرت (1/ 1000 زيفرت) وتـُكتب mSv .
ولتقييم مقدار الطاقة الإشعاعية الممتصة في الأجسام الحية، تُضرب مقدار الأشعة الممتصة في معامل يعتمد علي نوع الإشعاع، وهذا المعامل يسمى بالإنجليزية Q value (انظر أسفله).
- وحدة جراي (وحدة)  التي تنطبق على الأجسام الغير حية (جول / كيلوجرام)، وتسمي جرعة الطاقة Energy dose التي تمتصها 1 كيلوجرام من المادة.
- وحدة الزيفرت تنطبق على الأجسام الحية (جول / كيلوجرام)، ولكنها تسمي الجرعة المكافئة Eqivalent dose .

وهي تأخذ المفعول الحيوي في الحسبان .
يعرف الزيفرت هكذا:

1Sv = 1 J/kg = 1 m2/s2 = 1 m2·s–2

## المعامل Q value / Q
هذه بعض الأرقام الخاصة بالمعامل Q طبقا لتوصيات الهيئة الدولية للوقاية من الإشعاع )ICRP:
- فوتون بأي طاقة : Q = 1
- إلكترونات وميونات : Q = 1
- نيوترونات ذات طاقة:
  - طاقة <10 كيلوإلكترون فولت : Q = 5
  - 10 keV <طاقة <100 كيلو إلكترون فولت : Q = 10
  - 100 keV <طاقة <2 مليون إلكترون فولت : Q = 20
  - 2 MeV <طاقة <20 مليون إلكترون فولت : Q = 10
  - طاقة> 20 مليون إلكترون فولت : Q = 5
- بروتونات، طاقة> 2 مليون إلكترون فولت : Q = 5
- أشعة ألفا وأي أنوية ذرات أخرى : Q = 20

## جرعات سنوية
نظرا لأن الزيفرت جرعة كبيرة فهي تقاس عادة بالمللي زيفرت (1/1000 زيفرت):
- اشعاع طبيعي كلي لكل شخص، في وسط أوروبا مثل 4.50 مللي زيفرت سنويا (6.0 مللي زيفرت سنويا في الولايات المتحدة الأمريكية) ، منها:
  - أشعة كونية آتية من السماء عند مستوي سطح البحر : 0.24 مللي زيفرت/سنة
  - أشعة أرضية من الصخور والرمال وجدران المباني : 0.40 مللي زيفرت /سنة
  - أشعة من جسم الإنسان نفسه (من مكونات جسمه) : 0.40 مللي زيفرت/سنة
  - أشعة من صخور الجرانيت في الولايات المتحدة الأمريكية : 0.85 مللي زيفرت/سنة [12]
  - متوسط جرعة الإنسان من مصادر طبيعية (انظر أعلاه) في أوروبا 2 مللي زيفرت /سنة، في أستراليا 1.5 مللي زيفرت/سنة، في الولايات المتحدة الأمريكية: 3 مللي زيفرت/سنة .[13][13][14][15]
  - متوسط الجرعات الإشعاعية لكل شخص خلال الفحوصات الطبية بأشعة إكس وغيرها: أوروبا 2.5 ملي زيفرت سنويا، الولايات المتحدة الأمريكية : 3.0 مللي زيفرت سنويا.
- متوسط الجرعات لكل شخص في أوروبا : 4.5 مللي زيفرت/سنة، في الولايات المتحدة الأمريكية 6.0 مللي زيفرت/سنة (وهي مجموع الجرعات الطبيعية والجرعات الطبية المعتادة)
- متوسط الجرعة الكلية لأعضاء طاقم الطيارين : 9.0 مللي زيفرت/سنة[14]

(بسبب تعرضهم المستمر للأشعة الكونية، وهي عالية في الطبقات الجوية العليا.)
- متوسط الجرعة لمدخني السجائر (في الرئة) : 15 - 60 مللي زيفرت /سنة .
- متوسط جرعة العاملين في المفاعلات النووية : 20 مللي زيفرت/سنة .[14]
- متوسط جرعة العاملين في مفاعل النووي فوكوشيما (حادث مارس 2011) : 250 ملليي زيفرت/سنة .[16]
- متوسط جرعة السكان في بعض مناطق إيران والهند وأوروبا (التركيب الصخري للارض): 50 مللي زيفرت/سنة.[14]

## جرعات فحص طبي
- تصوير الصدر بالأشعة السينية : 0.1 مللي زيفرت
- فحص الجسم بكامله بالأشعة السينية :10 مللي زيفرت.
- فحص أسنان بالأشعة السينية : 0.005 مللي زيفرت [17]
- تصوير الثدي الشعاعي: 3 مللي زيفرت [17]
- تصوير مقطعي محوسب للدماغ: 0.8– 5 مللي زيفرت[15]
- تصوير مقطعي محوسب للصدر : 6–18 مللي زيفرت[15]
- تصوير مقطعي محوسب للبدن : 14 مللي زيفرت
- تحدد الهيئة الدولية للوقاية من الإشعاع الحد الأعلى للعاملين في مجال الطاقة النووية : 500 مللي زيفرت سنويا،[18]
- وتحدد الهيئة الدولية للوقاية من الإشعاع للعاملين في مجال الطاقة النووية في أحوال الخطر والإنقاذ : 1000 مللي زيفرت سنويا (تعادل 1 زيفرت سنويا).[18]

(بالنسبة للعاملين في مجال الطاقة النووية والابحاث العلمية: إذا وصلت جرعة أحدهم إلى 1000 مللي زيفرت خلال أداء واجب أو شغل معين، فإنه يُعفى من تلك الأعمال لمدة سنة، بحيث لا يتعرض إلى اشعاعات إضافية. )

## عواقب التعرض للإشعاع
الأعراض التي تظهر على الشخص خلال يوم بعد تعرضه للإشعاع:
- 0 – 250 مللي زيفرت : لا تظهر أعراض
- 250 – 1000 مللي زيفرت : بعض الناس تشعر بالغثيان، فقد الشهية، تأثر نخاع العظام، تأثر الغدد الليمفاوية، تقشر الجلد،
- 1000 – 3000 مللي زيفرت: غثيان خفيف إلى شديد، فقد الشهية، سهولة العدوى، تأثر بشدة لنخاع العظام، تأثر بشدة للغدد الليمفاوية، تقشر الجلد، تحسن الحالة محتمل ولكن ليست أكيدة .
- 3000 – 6000 مللي زيفرت : غثيان شديد، فقد الشهية ; نزيف ، سهولة العدوى، إسهال، تقشر الجلد، العقم، الموت إذا لم تعالج .
- 6000 – 10000 مللي زيفرت : الأعراض أعلاه بالإضافة إلى إصابة النظام العصبي، والشلل، احتمال الوفاة كبير.
- فوق 10.000 مللي زيفرت (أي فوق 10 زيفرت): الشلل والموت .